# Autonell
Autonell és una masia en ruïnes situada en el terme municipal de Moià, a la comarca catalana del Moianès. Està situada a ponent de la vila, a l'esquerra de la riera de Malrubí, a tocar del límit del terme de Moià. És a prop i a llevant del Solà de Sant Esteve, que queda davant i a l'altra banda de la riera, en terme de Santa Maria d'Oló. Queda al nord de la Moretona, però al fons de la vall de la riera.